# Philostorgios
Philostorgios (Grieks: Φιλοστόργιος) (ca. 368 - 433) werd in Borissos in Cappadocië geboren. Op zijn twintigste ging hij naar Constantinopel waar hij een gedegen opleiding kreeg tot wetenschapper. Later vertrok hij naar Palestina. 
Philostorgios is vooral bekend geworden door de kerkgeschiedenis die hij schreef. Hij had daarmee een belangrijk motief voor ogen: hij wilde aantonen dat met de ondergang van het Romeinse Rijk ook de theologie ten onder zou gaan. Belangrijk is dat Philostorgios 
aanhanger was van de leer van Eunomius van Cyzicus, een sekteleider binnen het Arianisme. Deze leer werd in die tijd als ketters beschouwd en is uiteindelijk ook geheel verdrongen door het katholicisme. Daardoor is veel van het werk van Philostorgios verloren gegaan. De belangrijkste bronnen voor Philostorgios' werken zijn 9e-eeuwse Photios I van Constantinopel en andere Byzantijnse hagiografen en historici.
Opmerkelijk is dat Philostorgios in zijn kerkgeschiedenis niet alleen schreef over voor de hand liggende zaken als het werk van de eveneens Ariaanse 4e-eeuwse Gotische bisschop Wulfila, maar ook over geometrische, astronomische en muzikale onderwerpen.